# Husterhöhe
Die Husterhöhe ist ein Stadtviertel innerhalb von Pirmasens.

## Lage
Die Siedlung befindet sich im Norden der Stadt. Südöstlich – bereits auf der Gemarkung der benachbarten Stadt Rodalben – entspringt der Langenbach.
Die Stadtplanung unterscheidet in der Gegenwart die zwei durch die Bundesstraße 10 getrennten Viertel PS-Nord im Südwesten und die eigentliche Husterhöhe im Nordosten, die sich beide über die gleichnamige Erhebung Husterhöhe erstrecken. Auf der Nordseite der Bundesstraße 10 liegt östlich der Rodalber Straße das angrenzende Wohnviertel Sommerwald.

## Geschichte
Keimzelle des Stadtteils ist die Rodalber Straße. Sie wurde ab etwa 1890 bebaut, ausgehend von der Zweibrücker Straße aus. Bis 1899 hatte die Bebauung den Beginn der heutigen Glockenstraße erreicht. Im gleichen Jahr wurde nördlich davon weit außerhalb des damaligen Stadtgebiets der Wasserturm errichtet, der sich im kommenden Jahrhundert zum Wahrzeichen des Viertels entwickeln sollte.
Ab Ende der 1920er Jahre wurde die Husterhöhe nach Norden erweitert. Im Jahr 1928 entstand die Wasserturm-Siedlung zwischen der Straße Am Wasserturm und der Pestalozzistraße. 1938 errichtete die Wehrmacht im Norden des Viertels die Husterhöh-Kaserne, die nach dem Zweiten Weltkrieg von den Streitkräften der Vereinigten Staaten übernommen wurde. 1997 zogen letztere ab, woraufhin die Konversion des Geländes begann. Im Zuge dessen entstand der sogenannte Gewerbepark Husterhöhe.

## Infrastruktur

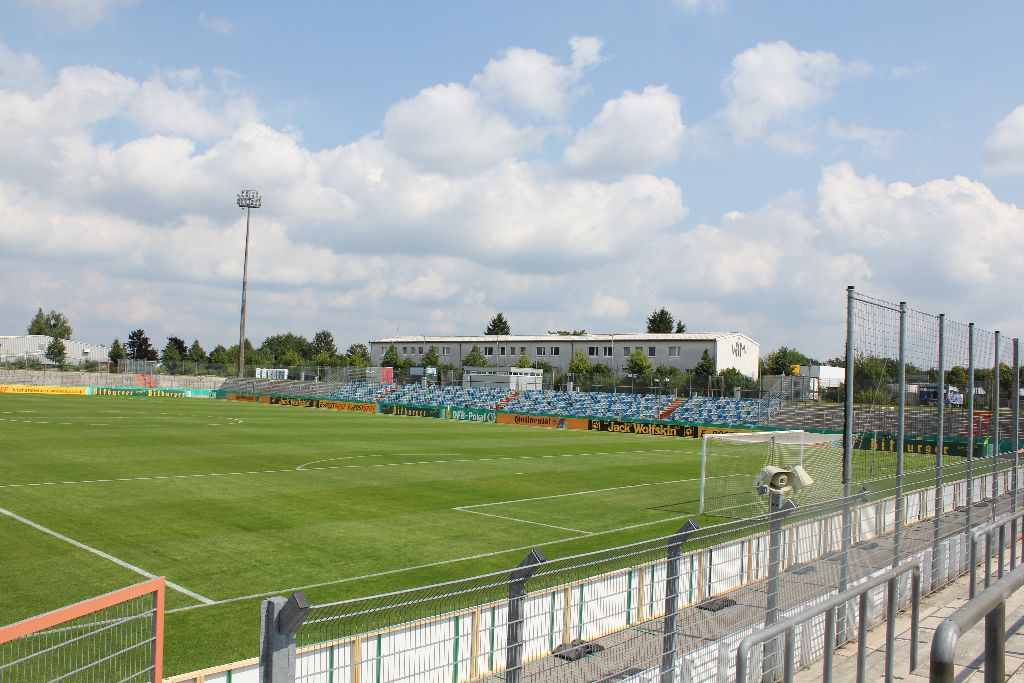
Sportpark Husterhöhe

### Institutionen
Seit der Jahrtausendwende befindet sich der Standort Pirmasens der Hochschule Kaiserslautern auf der Husterhöhe. 2004 wurde vor Ort der Sportpark Husterhöhe eröffnet. 2009 zog die Deutsche Schuhfachschule in das Stadtviertel.

### Verkehr
Das Stadtviertel ist östlicher Endpunkt der von den Stadtwerken Pirmasens Verkehr betriebenen Buslinie 208, die es mit dem Exerzierplatz und dem Kirchberg verbindet.
Am südlichen Ende verläuft die Bundesstraße 10, wo sich die Ausfahrt Rodalben/Husterhöhe befindet und fast unmittelbar westlich die Bundesstraße 270; beide Straßen sind im Bereich der Husterhöhe autobahnähnlich ausgebaut. Die Landesstraße 482 streift den südöstlichen Rand des Viertels.